# Trials of the Blood Dragon
Trials of the Blood Dragon là một game platform do hãng RedLynx phát triển và Ubisoft phát hành. Là một trò chơi crossover của Far Cry 3: Blood Dragon và dòng game Trials, trò chơi đã được phát hành cho Microsoft Windows, PlayStation 4 và Xbox One vào tháng 6 năm 2016.

## Lối chơi
Người chơi điều khiển nhân vật chính của Blood Dragon là những đứa trẻ thuộc nhóm Rex Power Colt gồm Roxanne và Slayter khi họ lái một chiếc xe máy thực thụ từ đầu đến cuối trong khi điều hướng một số chướng ngại vật. Game giới thiệu loại công cụ mới là móc neo và những phân đoạn mô tả lối chơi trong đó người chơi cần phải rời khỏi xe của mình và sử dụng súng để bắn đối thủ hoặc sử dụng tàng hình để tránh sự chú ý của đối thủ. Trò chơi có tổng cộng 27 màn chơi chính.

## Phát triển
Ubisoft đã công bố và phát hành Trials of the Blood Dragon trong buổi họp báo E3 2016. Người chơi hoàn thành các thử thách trong phiên bản dùng thử có thể mở khóa toàn bộ trò chơi miễn phí.

## Đón nhận
Trials of the Blood Dragon nhận được đánh giá trung bình từ các nhà phê bình theo trang web tổng hợp kết quả đánh giá Metacritic.